# Aussurucq
Aussurucq település Franciaországban, Pyrénées-Atlantiques megyében. Lakosainak száma 235 fő (2022. január 1.). Aussurucq Idaux-Mendy, Alçay-Alçabéhéty-Sunharette, Béhorléguy, Camou-Cihigue, Mendive, Musculdy, Ordiarp, Ossas-Suhare, Saint-Just-Ibarre és Hosta községekkel határos.

## Népesség
A település népességének változása:
| Lakosok száma | 252  | 248  | 250  | 245  | 242  | 239  | 238  | 236  | 235  |
|               | 2013 | 2015 | 2016 | 2017 | 2018 | 2019 | 2020 | 2021 | 2022 |